# Catanopsobius chilensis
Catanopsobius chilensis är en mångfotingart som beskrevs av Filippo Silvestri 1909. Catanopsobius chilensis ingår i släktet Catanopsobius och familjen fåögonkrypare. Inga underarter finns listade i Catalogue of Life.